# 2008년 월드 시리즈
2008년 월드 시리즈(2008 World Series)는 제104회 메이저 리그 베이스볼 월드 시리즈이다. 시리즈는 10월 22일부터 10월 30일 동안 치러졌다. 시리즈는 7전 4선승제로 치러졌으며 내셔널 리그 우승 팀인 필라델피아 필리스와 아메리칸 리그 우승 팀인 탬파베이 레이스가 맞붙어 5차전에서 필라델피아 필리스가 탬파베이 레이스를 4–1으로 꺾고 우승을 차지했고, MVP는 투수 콜 해멀스가 수상했다. 이로써 필라델피아 필리스는 1980년 이후 28년 만에 2번째로 월드 시리즈 우승을 차지하게 되었다.

## 포스트 시즌 결과

### 필라델피아 필리스
필라델피아 필리스는 내셔널 리그 디비전 시리즈에서 밀워키 브루어스와 경기를 치러 3승 1패로 내셔널 리그 챔피언십 시리즈에 진출, 로스앤젤레스 다저스와 경기를 치르며 4승 1패로 월드 시리즈에 진출했다. 필라델피아가 첫 번째 월드 시리즈에 진출한 지 50년 만이었다. 필라델피아는 2008년 메이저 리그 야구 시즌에서 13번째 많은 연봉을 기록했다.

### 탬파베이 레이스
탬파베이 레이스는 아메리칸 리그 디비전 시리즈에서 시카고 화이트삭스와 경기를 치렀으며 3승 1패로 아메리칸 리그 챔피언십 시리즈에서 보스턴 레드삭스와 경기를 치러 4승 3패로 월드 시리즈에 진출했다. 탬파베이 레이스는 팀 총연봉 4300만 달러로 2008년 메이저 리그 야구 시즌 29위를 기록해 역대 최소 연봉 월드 시리즈 진출을 이루어 냈다.

## 경기 결과

### 1차전

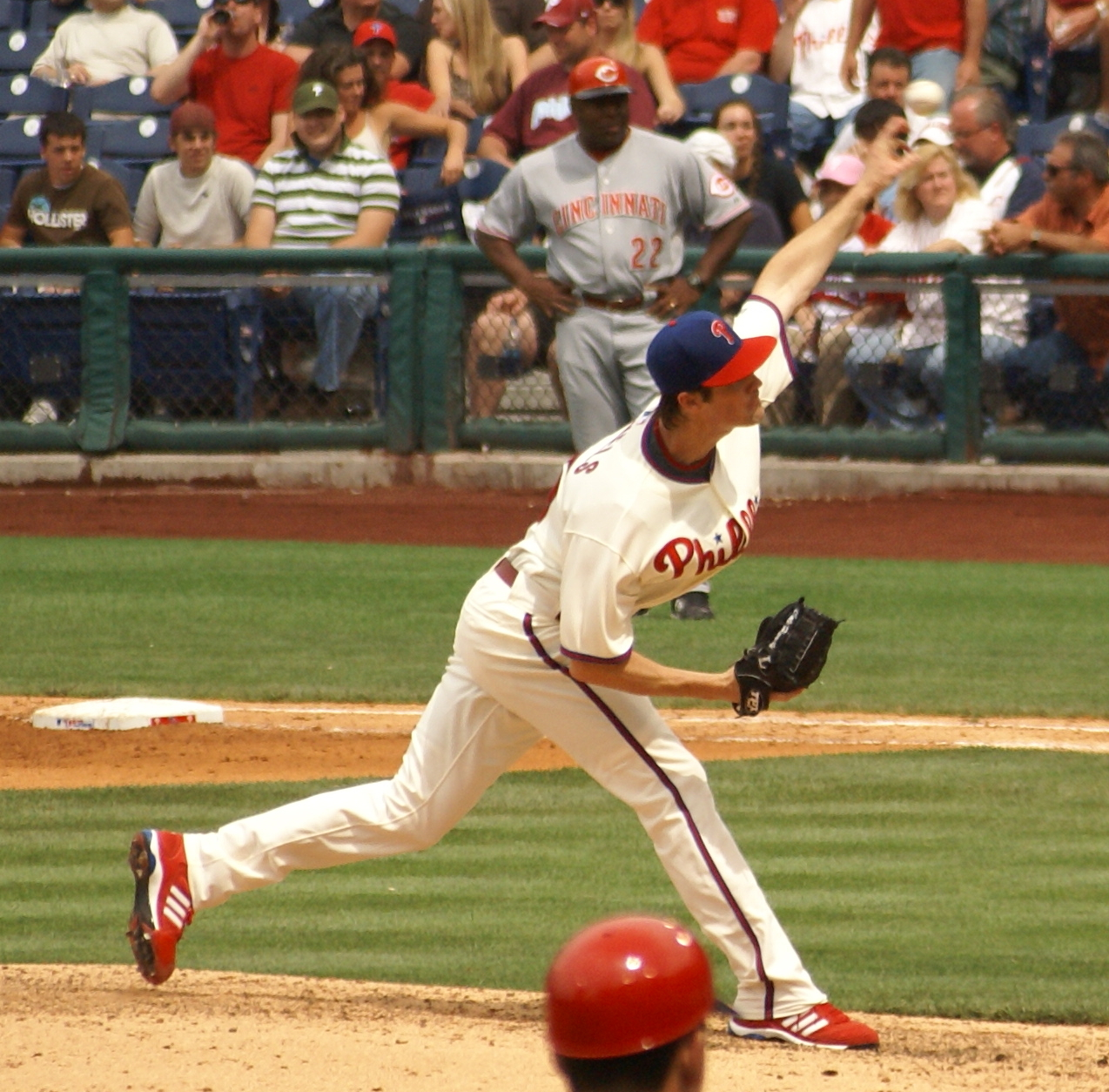
콜 해멀스의 모습. 그는 월드 시리즈 MVP를 수상했다.

2008년 10월 22일, 미국 플로리다주 세인트 피터스버그, 트로피카나 필드
| 팀 | 1 | 2 | 3 | 4 | 5 | 6 | 7 | 8 | 9 | R | H | E |
| 필라델피아                                                                                                   | 2 | 0 | 0 | 1 | 0 | 0 | 0 | 0 | 0 | 3 | 8 | 1 |
| 탬파베이 | 0 | 0 | 0 | 1 | 1 | 0 | 0 | 0 | 0 | 2 | 5 | 1 |
| 승리 투수: 콜 해멀스 패전 투수: 스캇 카즈미어 세이브: 브래드 릿지 홈런: PHI – 체이스 어틀리 TB – 칼 크로포드 |   |   |   |   |   |   |   |   |   |   |   |   |

1회초 1사 주자에 제이슨 워스가 볼넷으로 나가고, 체이스 어틀리의 투런홈런으로 선취점은 필라델피아 필리스가 먼저 뽑았다. 2회, 필라델피아는 1사 만루 기회를 잡았으나, 중견수 플라이로 셰인 빅토리노가 홈에 들어오다 중견수 멜빈 업튼 주니어의 송구로 아웃되어 추가점을 내지 못했다. 탬파베이 레이스는 3회에 1사 만루의 기회를 잡지만, 멜빈 업튼 주니어의 병살타로 점수를 얻지 못하고 기회를 무산시킨다. 한편 필라델피아는 4회 카를로스 루이스의 땅볼 때 셰인 빅토리노가 홈에 들어 오면서 한점을 더 보탰다. 4회말, 탬파베이는 칼 크로포드의 솔로 홈런으로 한점을 따라갔고, 5회에는 이와무라 아키노리의 2루타로 2루에 있던 제이슨 바틀렛이 홈에 들어오면서 한점을 더 따라갔다. 탬파베이 선발 투수 스캇 캐즈미어는 6이닝을 던지고 교체됐고, 이후 J. P. 하웰, 그랜트 밸푸어, 트레버 밀러가 등판해 무실점으로 막았다. 필라델피아 선발투수 콜 해멀스는 7이닝을 던지고 교체되었고, 이후 등판한 라이언 매드슨이 8회를 삼자범퇴로 막았다. 그리고 9회 등판한 필라델피아 마무리 투수 브래드 릿지는 삼진 2개를 잡아내면서 세이브를 챙겼다. 월드 시리즈 1차전은 필라델피아가 3–2로 승리했다.

### 2차전

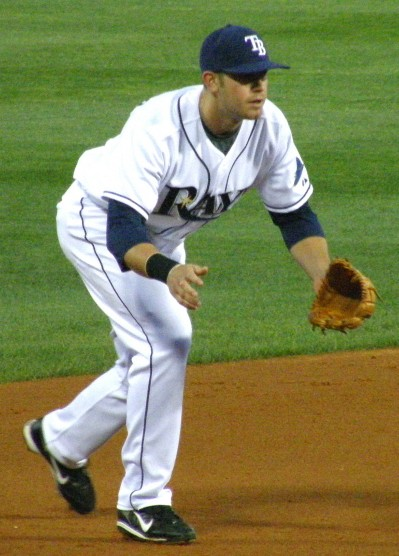
탬파베이 3루수 에번 롱고리아의 모습. 그는 2차전에서 1타점을 올렸으나 1실책을 기록했다.

2008년 10월 23일, 미국 플로리다주 세인트피터스버그, 트로피카나 필드
| 팀                                                                        | 1 | 2 | 3 | 4 | 5 | 6 | 7 | 8 | 9 | R | H | E |
| 필라델피아                                                                | 0 | 0 | 0 | 0 | 0 | 0 | 0 | 1 | 1 | 2 | 9 | 2 |
| 탬파베이                                                                  | 2 | 1 | 0 | 1 | 0 | 0 | 0 | 0 | X | 4 | 7 | 1 |
| 승리 투수: 제임스 실즈 패전 투수: 브렛 마이어스 홈런: PHI – 에릭 브런틀렛 |   |   |   |   |   |   |   |   |   |   |   |   |

탬파베이는 이와무라 아키노리의 볼넷과 멜빈 업튼 주니어의 안타, 이은 필라델피아 우익수 제이슨 워스의 실책으로 주자 2, 3루가 된 후에 땅볼 2개로 2점을 내 선취점을 얻었고, 다음 회에도 멜빈 업튼 주니어의 적시타로 디오네르 나바로가 득점해 3–0을 만들었다. 4회에도 1사 1, 3루의 기회에서 제이슨 바틀렛의 스퀴즈 번트로 4-0을 만들었고, 마운드에서는 탬파베이 선발투수 제임스 실즈가 5⅔ 이닝을 던지며 무실점으로 막았다. 이후 필라델피아는 8회 에릭 브런틀렛의 솔로 홈런으로 4–1로 한점차 따라 붙었고, 9회에도 한점을 더 냈지만 탬파베이가 승리해 1승 1패가 되었다.

### 3차전

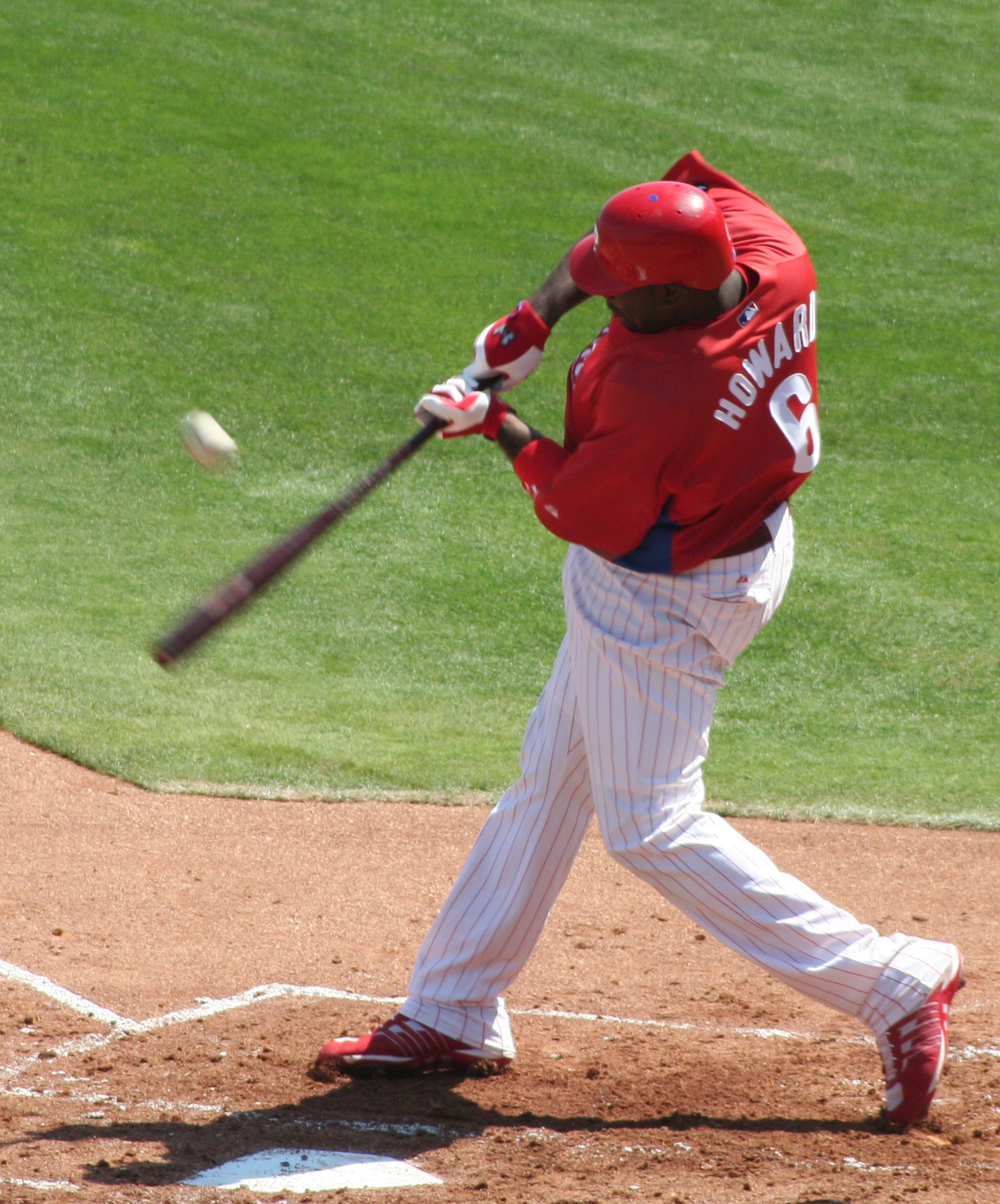
필라델피아의 1루수 라이언 하워드의 모습. 그는 포스트시즌에서 첫 번째 홈런을 3차전에 때려냈다.

2008년 10월 25일, 미국 펜실베이니아주 필라델피아, 시티즌스 뱅크 파크
| 팀 | 1 | 2 | 3 | 4 | 5 | 6 | 7 | 8 | 9 | R | H | E |
| 탬파베이                                                                                                | 0 | 1 | 0 | 0 | 0 | 0 | 2 | 1 | 0 | 4 | 6 | 0 |
| 필라델피아                                                                                              | 1 | 1 | 0 | 0 | 0 | 2 | 0 | 0 | 1 | 5 | 7 | 1 |
| 승리 투수: J. C. 로메로 패전 투수: J. P. 하웰 홈런: PHI – 카를로스 루이스, 체이스 어틀리, 라이언 하워드 |   |   |   |   |   |   |   |   |   |   |   |   |

3차전은 비 때문에 31분간 지연되었다. 필라델피아는 안타, 볼넷, 폭투로 2, 3루의 기회를 만들고 땅볼로 1점을 내 선취점을 냈다. 하지만 2회초, 탬파베이는 칼 크로포드의 2루타와 3루 도루, 그리고 게이브 그로스의 희생 플라이로 동점을 만들어 냈다. 하지만 필라델피아는 2회말 카를로스 루이스의 솔로 홈런으로 한점 다시 앞서 갔다. 그리고 6회에는 체이스 어틀리와 라이언 하워드의 월드 시리즈 역사상 14번째 백투백 홈런으로 필라델피아가 다시 점수 차이를 넓혔다. 하지만 7회에는 크로포드의 내야 안타와 나바로의 2루타로 2, 3루의 기회를 만들었고, 땅볼로 주자를 모두 불려들어 4-3 한점차로 점수차를 좁혔고, 8회초, 멜빈 업튼 주니어는 1루에 나간 뒤 2, 3루 도루를 성공하고 송구 에러로 다시 4-4 동점을 만들었다. 그리고 9회말, 필라델피아 선두타자 에릭 브런틀렛은 몸에 맞는 볼로 출루하고, 투수 발포어의 폭투와 포수 나바로의 2루 송구 에러로 무사 3루가 되었다. 탬파베이는 두 명의 타자를 고의 볼넷으로 내보내고, 내야수 5명, 외야수 2명의 수비를 두었다. 그러나, 루이스의 빗맞은 타구가 3루수에게 느리게 굴러갔고, 3루수 롱고리아는 급하게 홈에 송구를 했으나 포수의 키를 넘겨 끝내기 안타가 되면서 경기가 끝났다.

### 4차전

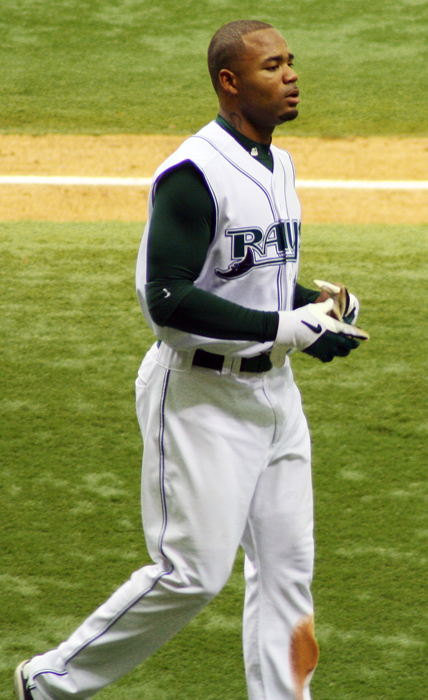
칼 크로포드의 모습. 그는 월드 시리즈 4차전에서 그의 월드 시리즈 세 번째 홈런을 때려냈다.

2008년 10월 26일, 미국 펜실베이니아주 필라델피아, 시티즌스 뱅크 파크
| 팀 | 1 | 2 | 3 | 4 | 5 | 6 | 7 | 8 | 9 | R  | H  | E |
| 탬파베이 | 0 | 0 | 0 | 1 | 1 | 0 | 0 | 0 | 0 | 2  | 5  | 2 |
| 필라델피아 | 1 | 0 | 1 | 3 | 1 | 0 | 0 | 4 | X | 10 | 12 | 1 |
| 승리 투수: 조 블랜튼 패전 투수: 앤디 소낸스타인 홈런: TB – 칼 크로포드, 에릭 힌스키 PHI – 라이언 하워드, 조 블랜튼, 제이슨 워스 |   |   |   |   |   |   |   |   |   |    |    |   |

1회말, 탬파베이 투수 앤디 소낸스타인은 판단 미스와 오심으로 1사 만루의 위기를 맞고 밀어내기 볼넷을 허용해 1점을 내줘 필라델피아는 선취점을 얻어냈다. 그리고 3회에는 탬파베이 이와무라의 실책과 필라델피아 펠리스의 적시타로 한점을 더 얻어냈다. 하지만 탬파베이는 4회초 칼 크로포드의 선취 솔로 홈런으로 한점을 따라갔다. 그러나 4회말, 라이언 하워드의 쓰리런 홈런으로 5–1이 되어 필라델피아가 점수를 4점차로 더 벌렸다. 탬파베이는 5회초, 에릭 힌스케는 대타 솔로 홈런으로 3점차로 필라델피아를 추격했지만 5회말, 필라델피아 투수 조 블랜튼의 솔로 홈런으로 다시 4점차로 점수차를 벌렸다. 투수가 월드 시리즈에서 홈런은 친 것은 1974년 월드 시리즈 4차전에서 켄 홀츠만 이후 34년 만에 있는 일이었다. 그리고 필라델피아는 8회에 제이슨 워스와 라이언 하워드의 투런 홈런으로 10–2가 되며 승부를 완전히 굳혔다. 필라델피아 선발투수 조 블랜튼은 6이닝을 던지며 2실점 4피안타로 월드 시리즈에서 처음으로 승리투수가 되었다. 반면, 탬파베이 선발투수 앤디 소낸스타인 4이닝을 던지며 5실점 3자책점으로 패전 투수가 되었다.

### 5차전

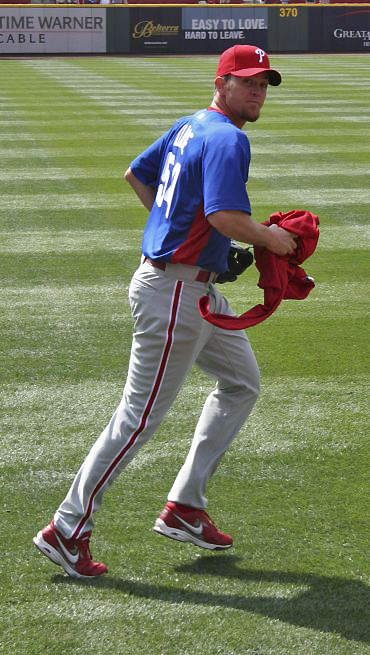
브래드 릿지의 모습. 그는 이번 월드 시리즈의 마지막 삼진을 에릭 힌스키로부터 잡아냈다.

2008년 10월 27일(경기 시작), 10월 29일(경기 끝), 미국 펜실베이니아주 필라델피아, 시티즌스 뱅크 파크 📽️
| 팀                                                                                     | 1 | 2 | 3 | 4 | 5 | 6 | 7 | 8 | 9 | R | H  | E |
| 탬파베이                                                                               | 0 | 0 | 0 | 1 | 0 | 1 | 1 | 0 | 0 | 3 | 10 | 0 |
| 필라델피아                                                                             | 2 | 0 | 0 | 0 | 0 | 1 | 1 | 0 | X | 4 | 8  | 1 |
| 승리 투수: J.C. 로메로 패전 투수: J.P. 하웰 세이브: 브래드 릿지 홈런: TB – 로코 볼델리 |   |   |   |   |   |   |   |   |   |   |    |   |

필라델피아는 셰인 빅토리노의 2타점 적시타로 2–0으로 3경기 연속으로 1회에 선취점을 만들어냈다. 탬파베이는 4회초, 카를로스 페냐가 포스트시즌 22타수 무안타에서 탈출하며 2루타를 쳤고, 에번 롱고리아가 월드시리즈 17타수 무안타의 부진에서 벗어나면서 적시 1루타를 만들어내 한점 따라갔다. 그리고 6회초에는 멜빈 업튼 주니어가 안타와 도루로 2루에 간 뒤 카를로스 페냐의 1루타로 동점을 만들었다. 6회말 이후부터는 비로 경기가 중단되었으며, 서스펜디드 게임이 선언되었으며, 역대 월드 시리즈에서 처음 있는 일이다.
경기는 이틀 후에 6회말부터 다시 시작되었다. 필라델피아 대타 제프 젠킨스의 2루타와 롤린스의 희생타로 1사 3루의 기회를 잡았다. 탬파베이는 홈 아웃을 위해 전진 수비를 했으나, 빚맞은 타구가 2루 베이스 뒤로 떨어지고 외야수 이와무라는 공을 쫓아갔으나 이미 주자는 홈에 들어와 3–2가 되었다. 7회초, 탬파베이는 로코 볼델리의 솔로 홈런으로 동점을 만들었다. 한편, 필라델피아는 7회말 2사 2루의 기회에서 2루주자 바틀렛이 홈에서 아웃되어 기회를 점수로 연결 시키지 못했다. 하지만 7회말, 팟 버렐의 월드 시리즈 12타수 무안타에서 벗어나는 2루타와 에릭 브런틀렛의 2루 땅볼로 1사 3루의 기회를 잡고 페드로 펠리스의 적시타로 역전해, 4–3이 되었다. 9회초, 필라델피아의 마무리 투수 브래드 릿지는 안타와 도루로 1사 2루의 위기를 맞았으나 대타 벤 조브리스트를 우익수 플라이로, 대타 에릭 힌스키를 삼진으로 돌려세우며 필라델피아가 팀의 두 번째 우승을 차지했다.

## 시리즈 요약
필라델피아 필리스가 4승 1패로 우승을 차지했고, MVP는 투수 콜 해멀스가 수상했다.
| 경기 | 경기 점수 (원정팀이 앞, 홈팀이 뒤)          | 날짜            | 구장               | 관중 수  |
| ---- | ------------------------------------------- | --------------- | ------------------ | -------- |
| 1    | 필라델피아 필리스 – 3, 템파베이 레이스 – 2  | 10월 22일       | 트로피카나 필드    | 40,783명 |
| 2    | 필라델피아 필리스 – 2, 템파베이 레이스 – 4  | 10월 23일       | 트로피카나 필드    | 40,843명 |
| 3    | 템파베이 레이스 – 4, 필라델피아 필리스 – 5  | 10월 25일       | 시티즌스 뱅크 파크 | 45,900명 |
| 4    | 템파베이 레이스 – 2, 필라델피아 필리스 – 10 | 10월 26일       | 시티즌스 뱅크 파크 | 45,903명 |
| 5    | 템파베이 레이스 – 3, 필라델피아 필리스 – 4  | 10월 27일, 29일 | 시티즌스 뱅크 파크 | 45,940명 |

### 이닝 별 득점 현황
| 팀                                           | 1 | 2 | 3 | 4 | 5 | 6 | 7 | 8 | 9 | R  | H  | E |
| 필라델피아 필리스                            | 6 | 1 | 1 | 4 | 1 | 3 | 1 | 5 | 2 | 24 | 44 | 6 |
| 탬파베이 레이스                              | 2 | 2 | 0 | 4 | 2 | 1 | 3 | 1 | 0 | 15 | 33 | 4 |
| 총 관중 수: 219,369명 평균 관중 수: 43,874명 |   |   |   |   |   |   |   |   |   |    |    |   |

## 같이 보기
- 2008년 아시아 시리즈
- 2008년 일본 시리즈
- 2008년 한국시리즈